# 三重県中学校の廃校一覧
三重県中学校の廃校の一覧（みえけんちゅうがっこうのはいこうのいちらん）は、三重県の廃校となった中学校の一覧。対象となるのは学制改革（1947年）以降に廃校となった中学校と分校である（但し、学制改革過渡期で設置された公立高校の付設中学校は除く）。名称は廃校当時のもの。廃校時に属していた自治体が合併により消滅している場合は現行の自治体に含める。また現在休校中の学校は公式には存続していることとなっているが、休校中の学校は事実上廃校となっている場合が多いため、便宜上本項に記載する。

## 津市
- 津市立南郊中学校あすなろ分校（2017年三重県立かがやき特別支援学校へ移管）[1]
- 津市立美里中学校（2017年長野小・辰水小・高宮小と統合し津市立みさとの丘学園（義務教育学校）へ）[2]
- 一身田町立一身田中学校〈旧〉（1948年7月統合により津市立一身田中学校〈当時：一身田外4ケ町村学校組合立〉へ）[3]
- 白塚町立白塚中学校（同上）[3]
- 栗真村立栗真中学校（同上）[3]
- 大里村立大里中学校（同上）[3]
- 高野尾村立高野尾中学校（同上）[3]
- 高宮村立高宮中学校（1948年7月統合により高宮村外二ヶ村組合立高宮中学校〈現：津市立美里中学校〉へ）[4]
- 長野村長野中学校（同上）[4]
- 辰水村辰水中学校（同上）[4]
- 白山町立布引中学校（1960年統合により津市立白山中学校〈当時：白山町立〉へ）[5]
- 白山町立家城中学校（同上）[5]
- 白山町立双川中学校（同上）[5]
- 芸濃町立林中学校（1965年椋本中と統合し津市立芸濃中学校〈当時：芸濃町立〉へ）[6]
- 芸濃町立椋本中学校（1965年林中と統合し芸濃中へ）[6]
- 久居町立久居中学校〈旧〉（1948年統合により津市立久居中学校〈当時：久居町外2ケ村学校組合立〉へ）[7]
- 桃園村立桃園中学校（同上）[7]
- 戸木村立戸木中学校（同上）[7]
- 久居町立栗葉中学校（1967年榊原中と統合し津市立久居西中学校〈当時：久居町立〉へ）[8]
- 久居町立榊原中学校（1967年栗葉中と統合し久居西中へ）[8]
- 一志町立三和中学校（1971年波瀬中と統合し津市立一志中学校〈当時：一志町立〉へ）[9]
- 一志町立波瀬中学校（1971年三和中と統合し一志中へ）[9]
- 美杉村立竹原中学校（1976年統合により津市立美杉中学校〈当時：美杉村立〉へ）[10]
- 美杉村立八知中学校（同上）[10]
- 美杉村立太郎生中学校（同上）[10]
- 美杉村立伊勢地中学校（同上）[10]
- 美杉村立八幡中学校（同上）[10]
- 美杉村立多気中学校（同上）[10]
- 美杉村立下之川中学校（同上）[10]

## 四日市市
- 四日市市立塩浜中学校〈旧〉（1948年5月港中〈旧〉と統合し三浜中へ）[11]
- 四日市市立港中学校〈旧〉（1948年5月塩浜中〈旧〉と統合し三浜中へ）[12]
- 四日市市立富洲原中学校〈旧〉（1948年5月富田中〈旧〉と統合し北部中へ）[13]
- 四日市市立富田中学校〈旧〉（1948年5月富洲原中〈旧〉と統合し北部中へ）[14]
- 四日市市立北部中学校（1949年四日市市立富洲原中学校〈新〉[13]と四日市市立富田中学校〈新〉[14]へ再分割）
- 四日市市立三浜中学校（1949年12月四日市市立塩浜中学校〈新〉[11]と四日市市立港中学校〈新〉[12]へ再分割）
- 久間田村立久間田中学校（1948年7月小山田中と統合し三鈴中へ）[15]
- 小山田村立小山田中学校（1948年7月久間田中と統合し三鈴中へ）[15]
- 四日市市立三鈴中学校（1976年水沢中と統合し四日市市立西陵中学校へ）[16]
- 四日市市立水沢中学校（1976年三鈴中と統合し西陵中へ）[16]
- 桜村立桜中学校（1948年7月15日神前中と統合し桜村他二ヶ村組合立平和中学校〈現：四日市市立三滝中学校〉へ）[17]
- 神前村川島村組合立神前中学校（1948年7月15日桜中と統合し平和中へ）[17]

## 伊勢市
- 伊勢市度会郡玉城町学校組合立城下中学校（1963年解散し伊勢市立城田中学校〈新〉へ）[18]
- 伊勢市立四郷中学校（1963年伊勢市立倉田山中学校へ統合）[注釈 1]
- 伊勢市立沼木中学校矢持分校（1966年）[19]
- 伊勢市立宮川中学校（2017年沼木中と統合し伊勢市立伊勢宮川中学校へ）[20]
- 伊勢市立沼木中学校（2017年宮川中と統合し伊勢宮川中へ）[20]
- 伊勢市立豊浜中学校（2019年北浜中と統合し伊勢市立桜浜中学校へ）[21]
- 伊勢市立北浜中学校（2019年豊浜中と統合し桜浜中へ）[21]
- 城田村立城田中学校〈旧〉（1948年小俣中〈旧〉と統合し小城中へ）[18]
- 城田村立小俣中学校〈旧〉（1948年城田中〈旧〉と統合し小城中へ）[18]
- 城田村立小城中学校（1949年城田中〈直後に下外城田中と統合し城下中〉と伊勢市立小俣中学校〈当時：城田村立〉へ再分割）[18]
- 宇治山田市立第一中学校（1948年第二中と統合し倉田山中へ）
- 宇治山田市立第二中学校（1948年第一中と統合し倉田山中へ）
- 外城田村立下外城田中学校（1949年城田中と統合し城下中へ）[18]

## 松阪市
- 松阪市立殿町中学校市民病院分校（休校開始時期不詳、2024年廃校）[22]
- 松阪市立西中学校〈初代〉（1948年5月13日統合により松阪市立殿町中学校へ）[23]
- 松阪市立北中学校（同上）[23]
- 松阪市立南中学校（同上）[23]
- 松阪市立松江中学校（1948年7月10日殿町中へ統合）[23]
- 松阪市立飯野中学校（1979年大平中と統合し松阪市立東部中学校へ）[注釈 2]
- 松阪市立大平中学校（1979年飯野中と統合し東部中へ）
- 松阪市立西部中学校（1985年殿町中の一部と統合し松阪市立西中学校〈2代目〉へ）[注釈 3]
- 松阪市立飯高東中学校（2016年飯高西中と統合し松阪市立飯高中学校へ）[24]
- 松阪市立飯高西中学校（2016年飯高東中と統合し飯高中へ）[24]
- 飯南町立柿野中学校（1989年12月27日粥見中と統合し松阪市立飯南中学校〈当時：飯南町立〉へ）[注釈 4]
- 飯南町立粥見中学校（1989年12月27日柿野中と統合し飯南中へ）
- 一志郡嬉野町松阪市学校組合立宇気郷中学校（1972年）
- 三雲村立雲南中学校（1967年三渡中と統合し松阪市立三雲中学校〈当時：三雲村松阪市学校組合立〉へ）[25]
- 三雲村松阪市学校組合立三渡中学校（1967年雲南中と統合し三雲中へ）[25]

## 桑名市
- 桑名市立深谷中学校（1959年桑名市立成徳中学校へ統合）[26]
- 長島村立長島中学校〈旧〉（1948年5月統合により桑名市立長島中学校〈当時：組合立〉へ）[27]
- 楠村立楠中学校（同上）[27]
- 伊曽島村立伊曽島中学校（同上）[27]
- 古美村立古美中学校（1954年多度村外三ヶ村組合立桑北中学校〈現：桑名市立多度中学校〉へ統合）[28]

## 鈴鹿市
- 鈴鹿市立第二中学校（1948年5月統合により第二中〈現：鈴鹿市立平田野中学校〉へ）[29]
- 鈴鹿市立第一中学校（同上）[29]
- 鈴鹿市立第五中学校（同上）[29]
- 鈴鹿市立第三中学校加佐登分校（1948年5月23日）[30]
- 鈴鹿市立第三中学校石薬師分校（1948年5月23日）[30]
- 鈴鹿市立第三中学校庄野分校（1948年5月23日）[30]
- 鈴鹿市・亀山市組合立合生中学校（1960年4月4日）[31]
- 椿村立椿中学校（1948年統合により鈴鹿市立鈴峰中学校〈当時：深伊沢村外二ヶ村学校組合立〉へ）[32]
- 深伊沢村立深伊沢中学校（1948年鈴峰中深伊沢分校となり、1952年に廃校）[32]
- 庄内村立庄内中学校（1948年鈴峰中庄内分校となり、1952年に廃校）[32]
- 鈴鹿享栄学園 鈴鹿中学校（2019年鈴鹿中等教育学校への移行完了に伴い廃校）[33]
- 天名村立天名中学校（1948年に栄中と統合し鈴鹿市立天栄中学校〈当時：組合立〉へ）[34]
- 栄村立栄中学校（1948年天名中と統合し天栄中へ）[34]

## 名張市
- 名張市立国津中学校（1968年名張市立名張中学校へ統合）[35]
- 名張町立名張中学校〈旧〉（1948年名張町外五ヶ村組合立北中学校と名張町外五ヶ村組合立南中学校へ再編）[36]
- 錦生村滝川村組合立錦滝中学校（同上）[36]
- 名賀郡学校組合立周和中学校（同上）[36]
- 美濃波多村立美旗中学校（同上）[36]
- 名張町立北中学校〈旧〉（1950年南中へ統合し、1981年に名張市立北中学校が新規開校）[36]

## 尾鷲市
- 尾鷲市立南輪内中学校（1962年7月1日北輪内中三木浦分校と統合し尾鷲市立輪内中学校へ）[37]
- 尾鷲市立北輪内中学校三木浦分校（1962年7月1日に南輪内中と統合し輪内中へ）[37]
- 尾鷲市立須賀利中学校（1997年）[38]
- 尾鷲市立北輪内中学校（2005年輪内中へ統合）[37]
- 尾鷲市立九鬼中学校（2009年輪内中へ統合）[37]

## 亀山市
- 亀山市立西部中学校（1950年亀山市立亀山中学校へ統合）[39]
- 亀山市立合生中学校（1962年亀山中へ統合）[39]
- 亀山町立亀山中学校南崎分校（1950年6月）[39]
- 川崎村立川崎中学校（1947年統合により亀山市立中部中学校〈当時：川崎村・野登村・井田川村組合立〉へ）[40]
- 井田川村立井田川中学校（1947年中部中分校となり、1951年に廃校）[40]
- 野登村立野登中学校（1947年中部中分校となり、1954年に亀山中に移管、1962年1月1日に中部中に復帰するも同年4月6日に廃校）[40]

## 鳥羽市
- 鳥羽市立鳥羽中学校（1979年、統合により鳥羽市立鳥羽東中学校へ）[41]
- 鳥羽市立菅島中学校（同上）[41]
- 鳥羽市立桃取中学校（同上）[41]
- 鳥羽市立鏡浦中学校（2014年、鳥羽東中へ統合）[42]
- 鳥羽市立長岡中学校（2022年、鳥羽東中へ統合）[43]
- 鳥羽町立坂手中学校（1948年鳥羽中へ統合）

## 熊野市
- 熊野市立育生中学校（2004年休校）[44]
- 熊野市立荒坂中学校（2014年休校。在校生は熊野市立新鹿中学校へ）[45]
- 熊野市立五郷中学校（2020年休校[46]）
- 熊野市立神上中学校（同上）[47]
- 紀和町立小森中学校（1982年）[48]
- 紀和町立西山中学校（1991年休校）[49]
- 紀和町立上川中学校（1996年休校）[50]

## いなべ市
- 白瀬村外3か村学校組合立協和中学校立田分校（1950年9月1日）[51]
- 藤原村立大和中学校（1958年10月1日いなべ市立藤原中学校〈当時：藤原村立〉へ統合）[51]

## 志摩市
- 志摩市立的矢中学校（2013年志摩市立文岡中学校へ統合[52]）
- 志摩市立船越中学校〈3代目〉（2013年波切中〈現：志摩市立大王中学校〉へ統合[52]）
- 志摩市立片田中学校〈2代目〉（2014年和具中〈現：志摩市立志摩中学校〉へ統合[53]）
- 志摩市立越賀中学校（1948年和具中へ統合、1952年10月に再独立、2014年に和具中へ再統合[53]）
- 志摩市立東海中学校〈初代〉（2018年安乗中と統合し志摩市立東海中学校〈2代目〉へ）[54]
- 志摩市立安乗中学校（2018年東海中〈初代〉と統合し東海中〈2代目〉へ）[55]
- 神原村立神原中学校成基分校（1948年志摩市立磯部中学校〈当時、磯部村立〉へ統合）[注釈 5]
- 鵜方村立鵜方中学校（1948年神明中と統合し文岡中へ）
- 神明村立神明中学校（1948年鵜方中と統合し文岡中へ）
- 甲賀村立甲賀中学校（1948年統合により東海中〈初代〉へ）
- 国府村立国府中学校（同上）
- 立神村立立神中学校（同上）
- 志島村立志島中学校（同上）
- 安乗村立安乗中学校〈旧〉（1948年東海中安乗分校となるも、1953年に再独立）
- 和具町立和具中学校〈旧〉（1948年統合により和具町外三か村学校組合立和具中学校へ）
- 御座村立御座中学校（同上）
- 布施田村立布施田中学校（同上）
- 船越村立船越中学校〈初代〉（1948年片田中〈初代〉と統合し船越村片田村学校組合立船越中学校〈2代目〉となり、1953年1月15日に片田村船越村学校組合立片田中学校船越分校を経て同年10月1日に独立）
- 片田村立片田中学校〈初代〉（1948年船越中〈初代〉と統合し船越中〈2代目〉となり、1953年1月15日に片田中〈2代目〉へ）

## 伊賀市
- 伊賀市立府中中学校（2009年桃青中と統合し伊賀市立城東中学校へ）[56]
- 伊賀市立桃青中学校（2009年府中中と統合し城東中へ）[57]
- 伊賀市立丸山中学校（2013年成和中と統合し伊賀市立上野南中学校へ）[58]
- 伊賀市立成和中学校（2013年丸山中と統合し上野南中へ）[58]
- 上野市立第一中学校（1948年統合により上野市立西中学校となり、上野市立崇廣中学校を経て2004年伊賀市立崇広中学校へ改称）[59]
- 上野市立第二中学校（同上）[59]
- 上野市立第三中学校（同上）[59]
- 上野市立中央中学校中瀬分校（1950年12月16日桃青中中瀬分教室となり、1951年に廃止）[60]
- 上野市立大成中学校（1991年廃校となり、成和中が開校）[61]
- 神戸村比自岐村組合立丸山中学校〈旧〉（1948年4月1日に神戸村立神戸中学校と比自岐村立比自岐中学校へ分割）[62]
- 神戸村立神戸中学校（1948年7月15日、統合により依那古村外二カ村組合立丸山中学校へ）[62]
- 比自岐村立比自岐中学校（同上）[62]
- 依那古村立依那古中学校（同上）[62]

## 三重郡
朝日町
- 朝日村立朝日中学校〈旧〉（1948年7月10日川越中〈旧〉と統合し明和中へ）[63]

川越町
- 川越村立川越中学校〈旧〉（1948年7月10日朝日中〈旧〉と統合し明和中へ）[63]
- 川越町朝日町学校組合立明和中学校（1990年に朝日町立朝日中学校と川越町立川越中学校へ分割）[63]

菰野町
- 菰野町立菰野中学校〈旧〉（1948年、統合により菰野町立菰野中学校〈当時：菰野町千種村鵜川原村三ヶ町村組合立〉へ）[64]
- 千種村立千種中学校（同上）[64]
- 鵜川原村立鵜川原中学校（同上）[64]
- 朝上村立朝上中学校（1948年、統合により菰野町立八風中学校〈当時：朝上村外二ヶ村学校組合立〉へ）[65]
- 竹永村立竹永中学校（同上）[65]
- 保々村立保々中学校（1948年八風中保々分校となるも、1952年に再独立〈現：四日市市立〉）[65]

## 多気郡
大台町
- 大台町立三瀬谷中学校（1994年大宮町大台町組合立青陵中学校の一部と統合し大台町立大台中学校へ）[注釈 6]
- 大宮町大台町組合立青陵中学校（1994年大台町立大台中と大紀町立大宮中学校へ分割）
- 大台町立協和中学校（2009年三重県多気郡大台町･度会郡大紀町学校組合立協和中学校より改称。2015年大台中へ統合）[66]

多気町
- 多気町立光陽中学校（1963年多気町松阪市学校組合立修教中学校と統合し多気町松阪市学校組合立多気中学校へ）[67]
- 多気町松阪市学校組合立多気中学校富士見台分校（1979年三重県立稲葉養護学校〈現：三重県立稲葉特別支援学校〉富士見台分教室となり、1981年廃止）[68]
- 五ヶ谷村立五ヶ谷中学校（1948年に丹生中と統合し五ヶ谷村外一ヶ村学校組合立篠山中学校〈現：多気町立勢和中学校〉へ）[69]
- 丹生村立丹生中学校（1948年に五ヶ谷中と統合し篠山中〈現：勢和中〉へ）[69]

明和町
- 大淀町立大淀中学校（1948年、統合により大淀町外2か村学校組合立三和中学校〈のち：三和町立〉へ）[70]
- 上御糸村立上御糸中学校（同上）[70]
- 下御糸村立下御糸中学校（同上）[70]
- 三和町立三和中学校（1958年に斎明中と統合し明和町立明和中学校へ）[70]
- 斎明村立斎明中学校（1958年に三和中と統合し明和中へ）[70]

## 度会郡
大紀町
- 大紀町立柏崎中学校（2009年統合により大紀町立大紀中学校へ）[71]
- 大紀町立錦中学校（同上）[71]
- 大紀町立大内山中学校（同上）[71]
- 大宮町大台町組合立青陵中学校（1994年大台町立大台中と大紀町立大宮中学校へ分割）
- 大宮町立滝原中学校（1994年青陵中の一部と統合し大紀町立大宮中へ）

玉城町
- 田丸町立城山中学校（1948年統合により城東中へ統合）[72]
- 東外城田村立中学校（同上）[72]
- 有田村立中学校（同上）[72]
- 下外城田村立下外城田中学校（1949年城田中と統合し城下中へ）[72]
- 玉城町立城東中学校（1963年玉城町立玉城中学校へ統合）[72]

南伊勢町
- 南勢町立穂原中学校（1970年南勢町立五ヶ所中学校穂原校舎となり、翌年廃校）
- 南勢町立五ヶ所中学校（2005年統合により南伊勢町立南勢中学校〈当時：南勢町立〉へ）[73]
- 南勢町立宿田曽中学校（同上）[73]
- 南勢町立南海中学校（同上）[73]
- 南伊勢町立南島中学校〈旧〉（2014年に南島西中と統合し南伊勢町立南島中学校〈新〉へ）[74]
- 南伊勢町立南島西中学校（2014年南島中〈旧〉と統合し南島中〈新〉へ）[74]
- 南島町立吉津中学校（1982年島津中と統合し南島西中へ）
- 南島町立島津中学校（1982年吉津中と統合し南島西中へ）
- 神原村立神原中学校（1948年五ヶ所中へ統合）

度会町
- 度会町立内城田中学校（1976年統合により度会町立度会中学校へ）[75]
- 度会町立中川中学校（同上）[75]
- 度会町立一之瀬中学校（同上）[75]
- 度会町立小川郷中学校（同上）[75]

## 南牟婁郡
紀宝町
- 紀宝町鵜殿村連合教育委員会立矢渕中学校浅里分校（2001年休校[76]、2011年廃校[77]）
- 鵜殿村立鵜殿中学校（1948年統合により紀宝町立矢渕中学校〈当時：鵜殿村・御船村・井田村三ヶ村組合立〉へ）[78]
- 御船村立御船中学校（同上）[78]
- 御船村立御船中学校浅里分校（同上）[78]
- 井田村立井田中学校（同上）[78]